# Andrea della Robbia

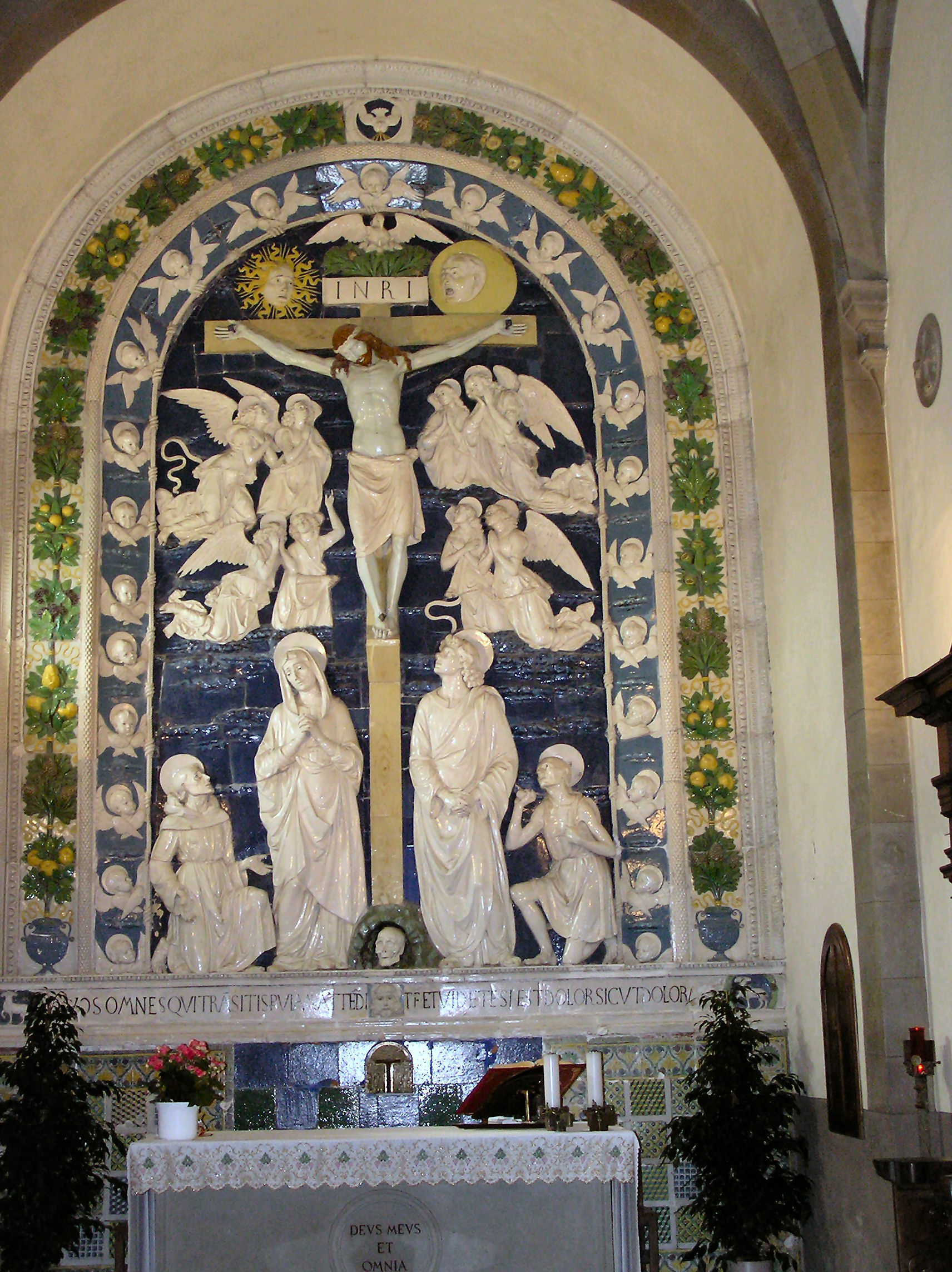
Capella dels estigmes, Santuari de Verna

Andrea della Robbia (Florència, 24 d'octubre de 1435 – ibídem, 4 d'agost de 1525) va ser un escultor i ceramista italià. Nebot de Lucca della Robbia, es va especialitzar també en la tècnica de la ceràmica policroma, inventada precisament pel seu oncle.
Va difondre en gran manera l'art de la terracota vidriada arribant a ser el cap del taller que va heretar de Lucca. A diferència del seu famós predecessor, no era pròpiament un escultor i es va inspirar més en la pintura contemporània que en l'escultura. Les seves obres, sovint en bicromía blanc-blau, van aparèixer en esglésies i palaus de la Toscana i Úmbria.
Entre les millor assolides es troben les taules del Santuari de Verna, o bé la luneta amb San Francesc i sant Diumenge en la lògia de Sant Paolo, Florència. Seves són també les lunetes amb nens que coronen les bandes del Spedale degli Innocenti. Té obres en l'església de Santa Maria di Gesù, a Trapani, anomenada Verge dels Àngels i sol·licitada per la família Staiti. Nadal es troba en el santuari de Santa Maria della Stella.
Algunes de les seves obres o del taller que dirigiria es troben també en la pinacoteca comunal de Città di Castello. Va tenir cinc fills, dels quals Giovanni della Robbia va prosseguir amb èxit l'activitat del taller de la família, mentre que Girolamo s'instal·laria i continuaria la tradició familiar a França, sota l'auspici de Francesc I i Caterina de Mèdici.